# Zmierzch bogów. Pierwszy krok do mentalnej rewolucji
Zmierzch bogów. Pierwszy krok do mentalnej rewolucji – trzeci album studyjny polskiego zespołu Frontside, wydany w 11 października 2004 roku przez Mystic Production. Okładka została opracowana przez Mentalporn (Katarzyna Zaremba, Piotr "Qras" Kurek). W 2006 roku do sprzedaży trafiła anglojęzyczna wersja nagrań zatytułowana Twilight of the Gods - The First Step to the Mental Revolution. Nagrania wydała firma Dockyard.

## Lista utworów
Opracowano na podstawie materiału źródłowego.
| Nr  | Tytuł utworu                        | Słowa           | Muzyka          | Długość |
| --- | ----------------------------------- | --------------- | --------------- | ------- |
| 1.  | „Apokalipsa trwa”                   | Mariusz Dzwonek | Mariusz Dzwonek |         |
| 2.  | „Brzemię piekła”                    | Mariusz Dzwonek | Mariusz Dzwonek |         |
| 3.  | „Syndrom Mesjasz”                   | Mariusz Dzwonek | Mariusz Dzwonek |         |
| 4.  | „Naszym przeznaczeniem jest płonąć” | Mariusz Dzwonek | Mariusz Dzwonek |         |
| 5.  | „Huragan”                           | Mariusz Dzwonek | Mariusz Dzwonek |         |
| 6.  | „Pozew o przebaczenie”              | Mariusz Dzwonek | Mariusz Dzwonek |         |
| 7.  | „Czas rozgrzeszenia”                | Mariusz Dzwonek | Mariusz Dzwonek |         |
| 8.  | „Przyjmij tę przysięgę”             | Mariusz Dzwonek | Mariusz Dzwonek |         |
| 9.  | „Kształt bólu”                      | Mariusz Dzwonek | Mariusz Dzwonek |         |
| 10. | „Symfonia odkupienia”               | Mariusz Dzwonek | Mariusz Dzwonek |         |
| 11. | „Moje ostatnie tchnienie”           | Mariusz Dzwonek | Mariusz Dzwonek |         |

| Twilight of the Gods - The First Step to the Mental Revolution (edycja anglojęzyczna) | Twilight of the Gods - The First Step to the Mental Revolution (edycja anglojęzyczna) | Twilight of the Gods - The First Step to the Mental Revolution (edycja anglojęzyczna) | Twilight of the Gods - The First Step to the Mental Revolution (edycja anglojęzyczna) | Twilight of the Gods - The First Step to the Mental Revolution (edycja anglojęzyczna) |
| Nr                                                                                    | Tytuł utworu                                                                          | Słowa                                                                                 | Muzyka                                                                                | Długość                                                                               |
| ------------------------------------------------------------------------------------- | ------------------------------------------------------------------------------------- | ------------------------------------------------------------------------------------- | ------------------------------------------------------------------------------------- | ------------------------------------------------------------------------------------- |
| 1.                                                                                    | „Apocalypse Continues...”                                                             | Mariusz Dzwonek                                                                       | Mariusz Dzwonek                                                                       |                                                                                       |
| 2.                                                                                    | „Burden Of Hell”                                                                      | Mariusz Dzwonek                                                                       | Mariusz Dzwonek                                                                       |                                                                                       |
| 3.                                                                                    | „Messiah Syndrome”                                                                    | Mariusz Dzwonek                                                                       | Mariusz Dzwonek                                                                       |                                                                                       |
| 4.                                                                                    | „We Are Destined To Burn”                                                             | Mariusz Dzwonek                                                                       | Mariusz Dzwonek                                                                       |                                                                                       |
| 5.                                                                                    | „Hurricane”                                                                           | Mariusz Dzwonek                                                                       | Mariusz Dzwonek                                                                       |                                                                                       |
| 6.                                                                                    | „Appeal For Forgiveness”                                                              | Mariusz Dzwonek                                                                       | Mariusz Dzwonek                                                                       |                                                                                       |
| 7.                                                                                    | „Absolution Hour”                                                                     | Mariusz Dzwonek                                                                       | Mariusz Dzwonek                                                                       |                                                                                       |
| 8.                                                                                    | „Embrace This Promise”                                                                | Mariusz Dzwonek                                                                       | Mariusz Dzwonek                                                                       |                                                                                       |
| 9.                                                                                    | „Shape Of Pain”                                                                       | Mariusz Dzwonek                                                                       | Mariusz Dzwonek                                                                       |                                                                                       |
| 10.                                                                                   | „Redemption Symphony”                                                                 | Mariusz Dzwonek                                                                       | Mariusz Dzwonek                                                                       |                                                                                       |
| 11.                                                                                   | „Exhaling Final Breath”                                                               | Mariusz Dzwonek                                                                       | Mariusz Dzwonek                                                                       |                                                                                       |

## Twórcy
| - Marcin "Auman" Rdest - wokal - Mariusz "Demon" Dzwonek - gitara - Dariusz "Daron" Kupis - gitara - Wojciech "Novak" Nowak - gitara basowa, śpiew |  | - Paweł "Destroy" Śmieciuch - perkusja - Maciek "Mamut" Mularczyk - miksowanie - Adam Szrotek - zdjęcia - Mentalporn (Katarzyna Zaremba, Piotr "Qras" Kurek) - okładka, oprawa graficzna |